# Рихлюк Олеся Володимирівна
Олеся Володимирівна Рихлюк (нар. 11 грудня 1987, м. Київ) — українська волейболістка, діагональна. Гравець національної збірної, учасниця двох чемпіонатів Європи. Майстер спорту України міжнародного класу. Найвідоміша та найуспішніша українська волейболістка свого покоління. Дворазова бронзова призерка клубного чемпіонату світу у складі швейцарського клубу «Волеро» з Цюриха (2015, 2017). У 2015 році була визнаною найкращою діагональною цього турніру. Срібна призерка Кубка Європейської конфедерації волейболу 2020/2021 у складі «Галатасараю» зі Стамбулу.

## Життєпис
Уперше потрапила до волейбольної секції в віці семи років. Вирішальний вплив на вибір майбутньої професії Олесі мав її батько, який був тренером по баскетболу. Цим же видом спорту займався і брат волейболістки.
До волейбольного клубу «Джінестра» (м. Одеса) прийшла у 2001 році у віці 13 років і виступала за нього до 2010 року. Дворазова чемпіонка України (2003 і 2004 р.), чотири рази вигравала срібні нагороди (2005, 2007, 2008, 2010 р.), дворазова володарка Кубка України (2003 і 2010 рр.). У серпні 2010 перейшла до «Перуджі». На початку 2011 року Рихлюк переїжджає до Стамбулу, де розпочинає виступи за місцевий «Бешикташ». Влітку цього ж року підписує контракт з клубом «IBK Altos». Уже в перший сезон виступів у чемпіонаті Південної Кореї стає другою в рейтингу найкращих бомбардирів і визнається найкращим гравцем матчу всіх зірок південнокорейської V-ліги. У сезоні 2012—2013 стає чемпіонкою Південної Кореї і визнається найкращим гравцем першості.
У травні 2013 року повертається до Європи і розпочинає виступи за швейцарський клуб «Волеро». Олеся Рихлюк отримує можливість постійно виступати в Лізі Чемпіонів. У 2015 році стає бронзовою призеркою Клубного Чемпіонату Світу та кращим діагональним гравцем. Бронзова призерка Клубного чемпіонату світу 2017. У складі швейцарського клубу за чотири сезони здобула чотири чемпіонства та стільки ж піднімала над головою Кубок Швейцарії.
У серпні 2017 року знову перейшла до «Бешикташа», за який виступала упродовж двох наступних сезонів.
У вересні 2019 року підписала контракт із стамбульським «Галатасараєм».
У сезоні 2021/22 році виступала за скромний «Кузейбору» із Аксарайя.
У 2022 році підписала контракт із «Чукуровою Беледієспор» із Адани.

## Збірна України
У період виступів за одеську «Джінестру» була заграна за збірну України, однак в наступні роки Рихлюк за команду не виступала. Волейболістку викликали на відбіркові матчі чемпіонату Європи проти збірної Білорусі, однак «Волеро» не відпустив свого гравця, мотивуючи це необхідністю відновлення після важкого сезону. 2018 року повернулася до складу головної команди країни. Учасниця чемпіонатів Європи 2019 і 2021 років.

## Клуби
| Роки      | Команди                        |
| --------- | ------------------------------ |
| 2002—2010 | «Джінестра» (Одеса)            |
| 2010—2011 | «Деспар» (Перуджа)             |
| 2010—2011 | «Бешикташ» (Стамбул)           |
| 2011—2013 | «Алтос» (Хвасон)               |
| 2013—2017 | «Волеро» (Цюрих)               |
| 2017—2019 | «Бешикташ» (Стамбул)           |
| 2019—2021 | «Галатасарай» (Стамбул)        |
| 2021—2022 | «Кузейбору» (Аксарай)          |
| 2022—2023 | «Чукурова Беледієспор» (Адана) |

## Статистика
У збірній:
| Турнір                | Фінальний турнір | Фінальний турнір | Фінальний турнір | Фінальний турнір | Відбіркові змагання | Відбіркові змагання | Відбіркові змагання | Відбіркові змагання | Примітки |
| Турнір                | Ігри             | Сети             | Очки             | Ср.              | Ігри                | Сети                | Очки                | Ср.                 | Примітки |
| --------------------- | ---------------- | ---------------- | ---------------- | ---------------- | ------------------- | ------------------- | ------------------- | ------------------- | -------- |
| Чемпіонат світу 2018  | —                | —                | —                | —                | 3                   | 7                   | 43                  | 6,14                | [ 4 ]    |
| Чемпіонат Європи 2019 | 5                | 14               | 46               | 3,29             | 1                   | 3                   | 20                  | 6,66                | [ 5 ]    |
| Чемпіонат Європи 2021 | 6                | 19               | 95               | 5,00             | —                   | —                   | —                   | —                   | [ 6 ]    |
| Всього                | 11               | 33               | 141              | 4,27             |                     |                     |                     |                     |          |

- Ср. — середній показник результативності за один сет.

У міжнародних клубних турнірах (відсутня статистика у «Джінестрі»):
| Сезон              | Клуб                    | Турнір             | Ігри | Сети | Очки | Ср.  | Примітки |
| ------------------ | ----------------------- | ------------------ | ---- | ---- | ---- | ---- | -------- |
| 2013—2014          | «Волеро» (Цюрих)        | ЧС                 | 4    | 14   | 45   |      |          |
| 2013—2014          | «Волеро» (Цюрих)        | ЛЧ                 | 10   | 42   | 226  | 5,38 |          |
| 2013—2014          | «Волеро» (Цюрих)        | ЧС                 | 4    | 17   | 72   |      |          |
| 2014—2015          | «Волеро» (Цюрих)        | ЛЧ                 | 10   | 39   | 201  | 5,15 |          |
| 2014—2015          | «Волеро» (Цюрих)        | ЧС                 | 4    | 15   | 93   |      |          |
| 2015—2016          | «Волеро» (Цюрих)        | ЛЧ                 | 10   | 37   | 167  | 4,51 |          |
| 2016—2017          | «Волеро» (Цюрих)        | ЧС                 | 5    | 19   | 97   |      |          |
| 2016—2017          | «Волеро» (Цюрих)        | ЛЧ                 | 8    | 31   | 154  | 4,97 |          |
| 2016—2017          | «Волеро» (Цюрих)        | ЧС                 | 5    | 18   | 75   |      |          |
| Всього за «Волеро» | Всього за «Волеро»      | Всього за «Волеро» | 60   | 232  | 1130 | 4,87 |          |
| 2018—2019          | «Бешикташ» (Стамбул)    | КВ                 | 4    | 10   | 50   | 5,00 |          |
| 2019—2020          | «Галатасарай» (Стамбул) | КЄ                 | 2    | 8    | 52   | 6,50 |          |
| 2020—2021          | «Галатасарай» (Стамбул) | КЄ                 | 6    | 21   | 114  | 5,43 |          |
| Всього             | Всього                  | Всього             | 72   | 271  | 1346 | 4,97 |          |

- Ср. — середній показник результативності за один сет.

У чемпіонаті Туреччини:
| Сезон     | Клуб                    | Ліга   | Ігри | Сети | Очки | Ср.  | Примітки |
| --------- | ----------------------- | ------ | ---- | ---- | ---- | ---- | -------- |
| 2017—2018 | «Бешикташ» (Стамбул)    | Д-1    | 28   | 106  | 590  | 5,57 | [ 7 ]    |
| 2018—2019 | «Бешикташ» (Стамбул)    | Д-1    | 24   | 92   | 481  | 5,23 | [ 8 ]    |
| 2019—2020 | «Галатасарай» (Стамбул) | Д-1    | 20   | 69   | 332  | 4,81 |          |
| 2020—2021 | «Галатасарай» (Стамбул) | Д-1    | 30   | 114  | 677  | 5,94 |          |
| 2021—2022 | «Кузейбору» (Аксарай)   | Д-1    | 27   | 103  | 488  | 4,74 |          |
| 2022—2023 | «Чукурова» (Адана)      | Д-1    | 24   | 87   | 488  | 5,61 |          |
| Всього    | Всього                  | Всього | 153  | 571  | 3056 | 5,35 |          |

## Досягнення
Україна
- Чемпіонка України (2): 2003, 2004
- Володарка срібних медалей (4): 2005, 2007, 2008, 2010
- Володарка Кубка України (2): 2003, 2010

Південна Корея
- Чемпіонка Південної Кореї (1): 2013

Швейцарія
- Чемпіонка Швейцарії (4): 2014, 2015, 2016, 2017
- Володарка Кубка Швейцарії (4): 2014, 2015, 2016, 2017
- Володарка Суперкубка Швейцарії (1): 2016
- Бронзова призерка клубного чемпіонату світу (2): 2015, 2017

Туреччина
- Срібна призерка Кубка Європейської конфедерації волейболу (1): 21